# Градска башта у Нишкој тврђави
Градска башта у Нишкој тврђави је посебна амбијентална и парковска целина замишљена као изложбени, продајни и образовни простор на југоистичном платоу једног од најгабаритнијих и најрепрезентативних здања из периода Османлијске царевине и, једној од највећих тврђава на Балкану, данас културно историјског споменика од великог значаја.

## Положај
Градска башта у Нишкој тврђави налази се на простору делимично обновљеног некадашњег Пашиног двора који се некада налазио у Хунџар-царевој махали, на југоистичном платоу Тврђаве, на највишем делу, средњовековног малог - горњег града, и седишту турске аристократије оног доба са богатим и раскошним конацима, харемима, вртовима и амамом...
Пространо Градска башта је размештена на око 0,5 ha парковске површине окружена остацима Пашиног двора и новоизграђених објеката у којима је смештено ЈКП „Медијана” која се између осталог бави и одржавањем зеленила у свим градским општинама Ниша.
- Улаз у Градску башту
- Остаци Пашиног конака који окружују Градску башту

## Изглед
У Градској башти, доминирају саднице, баштенски мобилијар и мали зоолошки врт, што чини ову амбијенталну целину јако пријатном за боравак љубитеља природе.
Саднице
У зависности од сезоне у башти је изложено око 600 садница, следећих произвођача:
- Саднице властите производње ЈКП „Медијана” из Ниша — планински бор калемљен на штапу, лоптасте, пирамидалне, полегле, спиралне форме четинара, црвенолисни јавор ниског раста, више сорти магнолија у више боја, перене, украсне траве и жбуње, сезонски расад.
- Саднице произвођача садница и дендро материјала из Србије — Расадник „Манојловић” из Почековине, „Станојчић” из Врњачке Бање, Расадници „Жића”, „Чабрић” и „Града” из Великог Шиљеговца, Расадник „Илић” из Каоника, „Расадник лаванде” Љиљане Петровић, Расадник „Топаловић” из Липолиста у Мачви.

Мобилијар
- „Корали” из Краљева изложили су у Градској башти свој асортиман баштенског мобилијара, жардињере, клупе, саксије.

- Мамино место за дојање
- Спомен клупа

Зоолошки врт
У малом зоолошком врту тренутно борави више украсних пернатих животиња (паунова и кокоши...)

## Карактеристике и намена
Градска башта, осмишљена од јавних структура Града Ниша које брину о производњи неговоњу и одржавању зеленилу и еколошкој заштити древне Нишке тврђаве, свечано је отворена 7. априла 2016. године, уз минимална улагања општинских средстава, на простору од свега неколико ари, у некада поприлично запуштеном дворишту и депоу механизције ЈКП Медијана а пре тога „Пинирском граду”, који је изгубио своју функцију с краја 20. века.
Башта је првенствено замишљена као: изложбено, продајно и едукативни простор оплемењен садницама дендро материјала, цветних садница и баштенског мобилијара, како би расадничаре приближила грађанима и целом региону, тако да Нишлије више неће морати да одлазе ван града или да чекају пролећне фестивале и изложбе цвећа, како би средили или допунили свој врт новим садницама.
У овом лепом простору, под отвореним небом, замишљено је и да се повремено одржавају презентације и промоције неких производа, књижевне вечери, представе, дружења и слична дешавања.
Оснивањем ове баште Нишлијама и њиховим гостима, пружено је место где ће моћи да:
- бораве друже се и уживају у природи и зеленилу,
- разгледају саднице и развијају љубав према њима код своје деце,
- добију савете стручњака за одржавање садница,
- расадничари из околине Ниша, као и еминентни произвођачи цвећа из Србије представе своју понуду,
- поједина друштва и појединци одржавају културно забавне манифестације.[3]

## Занимљивост
За посетиоце Градске баште посебну занимљивост и неку врсту историјске атракције преставља један од хералдичких симбола — грб Социјалистичке Федеративне Републике Југославије који је после Другог светског рата био постављена на прочељу зграде Универзитета у Нишу, као један од симбола тадашње државе, који је након распада Југославије 1990.тих, скинут и заборављен на депоу ЈКП „Медијана” у Нишкој тврђави.
Када се на комплексу који је раније коришћен за паркирање аутомобила и камиона, почело се уређењем градске баште радници ЈКП „Медијана”" у корову и трави пронашли су девастиран грб, који нису отпремили на депонију. Сматрајући га делом историје, а то мишљење деле и грађани Ниша, припадници Јавно комуналног предузеће „Медијана” обновили су и префарбали овај грб од бетона, и поставили га лево од улаза у новоотворену Градску башту у Тврђави, како би га сачували као део историјског сећања на један период живота Ниишлија у сада бившој Југославији.
Од момента обнове и постављаље грб је постао популарно место за снимање фотографија и прављење селфија. Испред њега се годишње фотографише више од 5.000 људи, међу којима има не само Нишлија, већ и туристи из Јапана, Норвешке, Бугарске, али и бројних посетилаца из бивших република СФР Југославије, посетиоца Нишвил џез фестивала и других културних манифестација које се одржавају у Нишкој тврђави, на само стотинак метара од Градске баште.

## Радно време
Градска башта је отворена за посетиоце:
- Радним данима од 08:00 до 20:00 часова
- Недељом од 09:00 до 17:00 часова